# 19084 Eilestam
19084 Eilestam este o planetă minoră (asteroid), cu un diametru de 3,711 km, din centura de asteroizi. A fost descoperită pe 2 septembrie 1978 la Observatorul La Silla de Claes-Ingvar Lagerkvist⁠(d). 
Obiectul prezintă o orbită caracterizată de o semiaxă mare de 2,3113769 UAi, o excentricitate de 0,06, o înclinație de 6,73628 ° în raport cu ecliptica.